# Donja Papratnica
Donja Papratnica es un pueblo ubicado en la municipalidad de Kakanj, en el cantón de Zenica-Doboj, Bosnia y Herzegovina.

## Superficie
Posee una superficie de 3,46 kilómetros cuadrados.

## Demografía
Hasta 2013 la población era de 570 habitantes, con una densidad de población de 164,9 habitantes por kilómetro cuadrado.